# Ayoze Díaz Díaz
Ayoze Díaz Díaz dit Ayoze est un footballeur espagnol né le 25 mai 1982 à San Cristóbal de La Laguna, qui évolue au poste de latéral gauche.

## Carrière
- 1994-2003 :  CD Tenerife
- 2001-2002 :  UD Lanzarote (prêt)
- 2003-2008 :  Racing Santander
- 2006-2007 :  Ciudad de Murcia (prêt)
- 2008-2011 :  RCD Majorque
- 2011-2013 :  Deportivo La Corogne[1],[2]

## Palmarès
- Deportivo La Corogne
  - Vainqueur de la Liga Adelante : 2012